# コッコラ (小惑星)
コッコラ (1522 Kokkola) は、小惑星帯に位置する小惑星である。フィンランドの天文学者リイシ・オテルマが発見した。
フィンランド東スオミ州中部ポフヤンマー県にあるコッコラ（Kokkola）から命名された。